# Branigan
Branigan es el álbum debut de la cantante estadounidense de pop rock, Laura Branigan. Para la promoción del álbum, se lanzaron dos sencillos, «All Night With Me», que no pudo entrar en el Top 40, y «Gloria», una canción de Umberto Tozzi en italiano, que fue versionado al inglés, que la convirtió en una estrella. El álbum incluye las baladas «If You Loved Me» y «I Wish We Could Be Alone», que fueron escritas por Branigan. También incluye la canción de pop rock «Please Stay, Go Away» y la canción rock «Living A Lie».
El álbum fue certificado de oro. La versión eurodance de «Gloria» fue nominada a un premio Grammy a la «Mejor interpretación vocal pop femenina».

## Recepción de la crítica
Billboard elogió el álbum, afirmando: «No te dejes engañar por la imagen bonita pero delicada que Branigan proyecta en la portada. Esta mujer tiene un juego de cuerdas vocales que utiliza al máximo en esta colección de temas de rock enérgicos y otros más suaves. Apoyada por estrellas de estudio como Steve Lukather, Lee Sklar, Michael Boddicker, Bob Glaub y otros, la voz de Branigan explota con furia, dejando claro que está a la altura de su competencia».
AllMusic fue más ambivalente en su reseña, comentando que «este álbum, a pesar de merecer la pena escucharlo solo por la poderosa voz de Branigan, es mediocre en el mejor de los casos. Aunque ella encuentra matices en las letras y melodías que no están a la altura de su talento, la producción a menudo lastra el álbum, especialmente en las baladas».

## Lista de canciones
| Lado A |                     |                                                 |          |  |
| N.º    | Título              | Escritor(es)                                    | Duración |  |
| 1.     | «All Night with Me» | Chris Montan                                    | 3:52     |  |
| 2.     | «Gloria»            | Umberto Tozzi, Giancarlo Bigazzi, Trevor Veitch | 4:50     |  |
| 3.     | «Lovin' You Baby»   | Adrian John Loveridge, John Wonderling          | 4:34     |  |
| 4.     | «Living a Lie»      | Dick St. Nicklaus, Sue Neal                     | 3:41     |  |

| Lado B |                            |                                       |          |  |
| N.º    | Título                     | Escritor(es)                          | Duración |  |
| 5.     | «If You Loved Me»          | Diane Warren, The Doctor              | 3:15     |  |
| 6.     | «Please Stay, Go Away»     | Loveridge, Wonderling                 | 3:33     |  |
| 7.     | «I Wish We Could Be Alone» | Laura Branigan                        | 3:18     |  |
| 8.     | «Down Like a Rock»         | Randy VanWarmer                       | 3:34     |  |
| 9.     | «Maybe I Love You»         | Veitch, Greg Mathieson, Alan Sorrenti | 3:31     |  |

| N.º | Título                                      | Escritor(es)               | Duración |  |
| 10. | «Looking Out for Number One» (Midnight mix) | Jack Tempchin, Bill Bodine | 5:33     |  |
| 11. | «Fool's Affair»                             | Richard Kerr, Troy Seals   | 3:42     |  |
| 12. | «Tell Him»                                  | Bert Berns                 | 2:38     |  |
| 13. | «Love Me Tonight»                           | Robbie Seidman             | 3:33     |  |
| 14. | «When»                                      | Branigan                   | 2:45     |  |
| 15. | «Looking Out for Number One»                | Tempchin, Bodine           | 3:57     |  |
| 16. | «Gloria» (12″ mix)                          | Tozzi, Bigazzi, Veitch     | 5:54     |  |

## Posicionamiento en listas
| Listas (1982–1983)                       | Mejor posición |
| ---------------------------------------- | -------------- |
| Australia (Kent Music Report)            | 50             |
| Estados Unidos (Billboard 200)           | 34             |
| Estados Unidos (Cash Box Top 200 Albums) | 43             |

| Lista (1983)                   | Posición |
| ------------------------------ | -------- |
| Estados Unidos (Billboard 200) | 60       |